# Mom Jango
Die Sprache Vere (Verre, Were), auch bekannt als Kobo oder Mom Jango, ist eine Adamaua-Sprache und ist ein Mitglied der Duru-Sprachgruppe innerhalb der Savannensprachen.
Es wird entlang der nordnigerianisch-kamerunischen Grenze gesprochen.
Die Dialekte der Sprache sind Mom Jango und Momi aka Ziri. Diese zwei Dialekte unterscheiden sich so stark, dass sie als zwei unterschiedliche Sprachen angesehen werden können.